# Krajobraz ze snem Jakuba (obraz Michaela Willmanna)
Krajobraz ze snem Jakuba – obraz Michaela Willmanna namalowany ok. 1691 r., pochodzący z klasztoru Cystersów w Lubiążu, obecnie w zbiorach Gemäldegalerie w Berlinie, jako depozyt eksponowany w Städtische Kunstsammlungen w rokokowym Schaezlerpalais w Augsburgu.
Jeden z trzech zachowanych obrazów pejzażowych z tzw. cyklu refektarzowego obejmującego jedenaście płócien namalowanych na zlecenie opata Balthasara Nitsche (1692–1696), który pierwotnie znajdował się w reprezentacyjnej letniej jadalni Pałacu Opata w Lubiążu. Powstał prawdopodobnie jako ostatni i uważany jest za najlepszy z całej serii. Na tle pagórkowatego krajobrazu z bujną roślinnością oraz fragmentami antycznych budowli na pierwszym planie ukazana została scena biblijna snu Jakuba o sięgającej nieba drabinie (Księga Rodzaju 28.10-22). Wchodzą i schodzą po niej zwiewne, roztańczone, świetliste anioły, które symbolizują wzloty i upadki człowieka. Obok śpiącego pod drzewem Jakuba ubranego w czarno-czerwony strój leży laska i czuwa śpiący pies.
Pod względem kompozycyjnym obraz wzorowany jest na grafice Johanna Wilhelma Baura o tej samej tematyce, z nieco rozbudowanym przedstawieniem leśnego krajobrazu.